# Alfred Durand-Claye
Pour les articles homonymes, voir Claye.
Alfred Augustin Durand-Claye est un ingénieur français, né le 10 juillet 1841 à Paris où il est mort le 27 avril 1888.
Ingénieur en chef de la ville de Paris, collaborateur de Adolphe Alphand, il est l'artisan de l'assainissement de Paris.

## Biographie
Il naît à Paris rue d'Enghien, dernier enfant, de Denis Agricola Durand-Claye (1794-1847), avocat, docteur de la Faculté de droit de Paris, avoué à Paris, puis chef de division au ministère de la justice, puis juge de Paix à Paris, et de Joséphine Esther Maréchal (décédée en 1874), fille d'un sous-préfet de Dreux.
Il entre en 1851 au Collège Sainte-Barbe où, quand il le quitte, il reçoit le prix exceptionnel de l'Association amicale des anciens barbistes, prix qui n'est pas décerné annuellement, mais que l'on donne seulement à l'élève exceptionnel qui le mérite par sa conduite et ses succès.
Comme son frère aîné, il entre premier, en 1861, à l'École polytechnique dont il sort major en 1863 pour entrer à l'École des ponts et chaussées dont il sort premier en 1866.
En novembre 1866, il est nommé ingénieur ordinaire de 3e classe. Il est attaché au service de la Ville de Paris sous les ordres d'Edmond Humblot, directeur général des eaux et des égouts de Paris pour y étudier spécialement les questions d'utilisation des eaux d'égout et d'assainissement de la Seine. Partisan du tout-à-l'égout, on lui doit un projet de déversement des eaux d'égout de Paris dans la Forêt de Saint-Germain-en-Laye.
En avril 1873, il est nommé ingénieur de 2e classe. Il est également professeur à l'École des ponts et chaussées et à l'École des Beaux-Arts de Paris où il donne des cours de stéréotomie à partir de 1868.
Le 3 février 1875, il est fait chevalier de la Légion d'honneur et le 29 décembre 1885 officier.
Souffrant de rhumatismes articulaires, il meurt d'une embolie le 27 avril 1888 ; ses obsèques ont eu lieu le lundi 30 avril à l'Église de la Sainte-Trinité et il est inhumé au Cimetière Montmartre. Plusieurs discours sont prononcés sur sa tombe : par Alphonse Darlot, président du Conseil municipal de Paris, Eugène Poubelle, préfet de la Seine, Adolphe Alphand, directeur des travaux de la ville de Paris, Lagrange, inspecteur au service du département de la Seine, Paul Dubois, de l'école des Beaux-Arts, Pillet, au nom de ses amis et Émile Trélat, directeur de l'école spéciale d'architecture. Georges Bechmann lui succédera à la tête du service des eaux et de l'assainissement de la Ville de Paris.
Inhumé au cimetière Montmartre, il sera transféré au cimetière Montparnasse, (22e division), le 14 avril 1906.

## Hommages
- Une rue de Paris (14e arrondissement) porte son nom,
- Une rue de Tunis portait son nom,

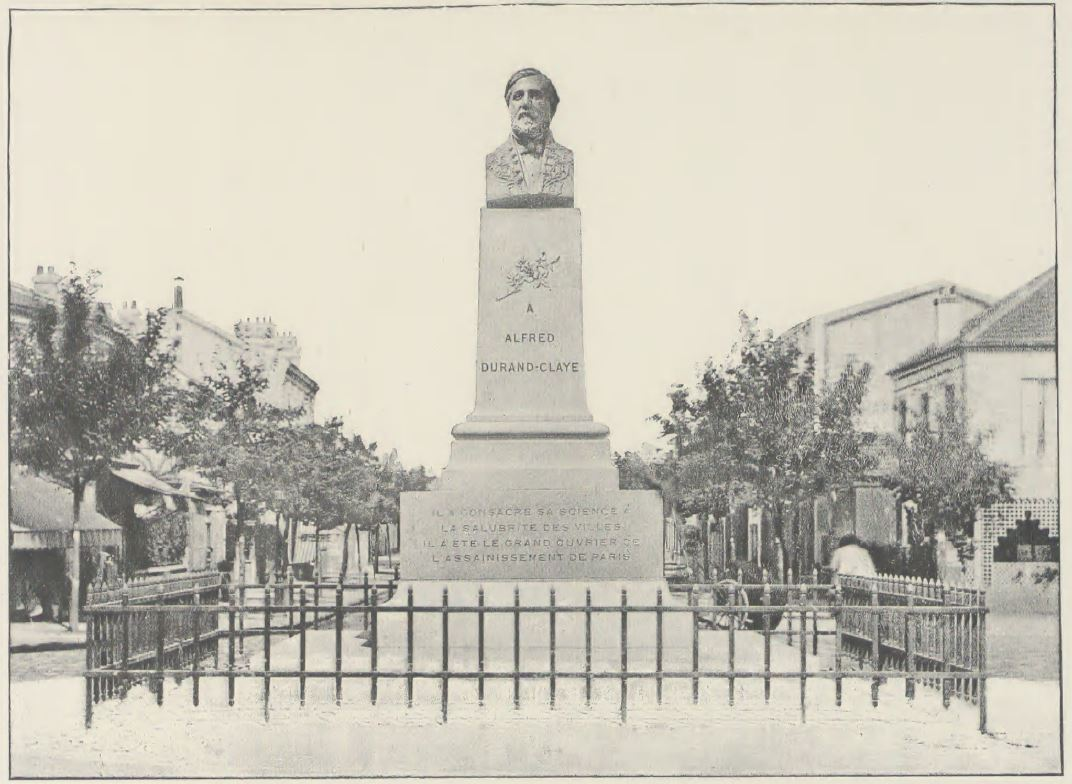
LE MONUMENT D'ALFRED DURAND-CLAYE A ASNIÈRES - INAUGURATION LE 27 AVRIL 1894

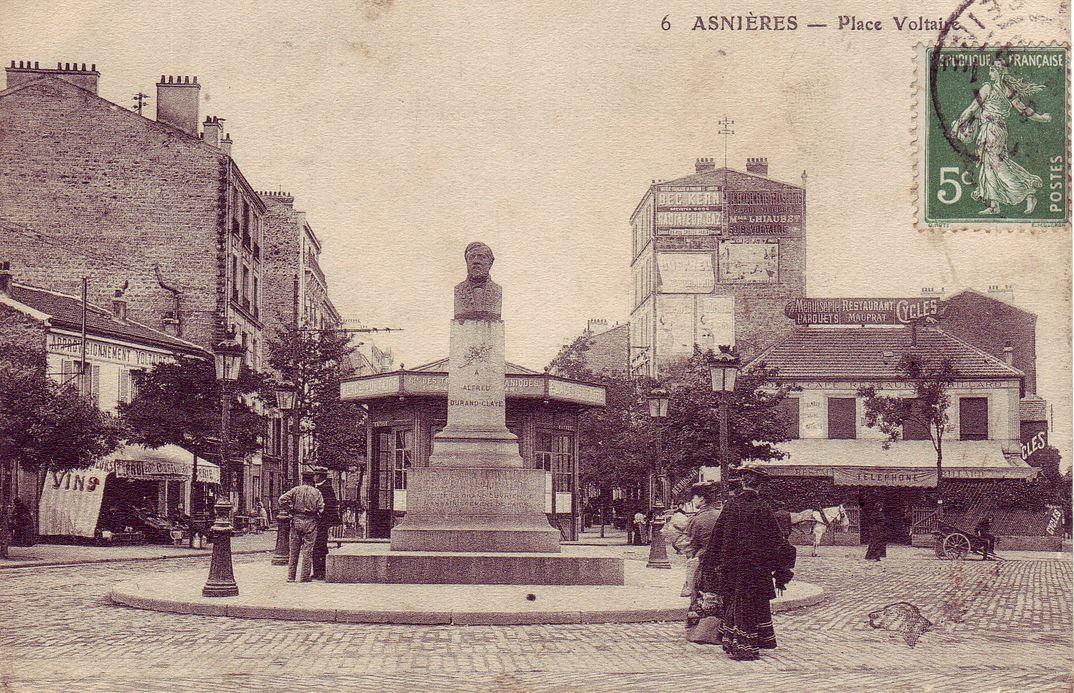
Buste à Asnières

- Un buste en son honneur inauguré en 1894 par le docteur Adrien Proust (père de Marcel Proust) se trouve dans la commune de Gennevilliers. Localisation à l’origine : Asnières, place Voltaire, aujourd’hui à Gennevilliers[6]. EXTRAIT DE LA LANCET - Du 24 août 1889 - CONGRÈS INTERNATIONAL D'HYGIÈNE ET DE DÉMOGRAPHIE TENU A PARIS Dans la séance générale qui eut lieu le samedi 10 août, le professeur Pacchiotti, de Turin, demanda qu'on élevât un monument à Durand-Claye, « l'homme qui avait le plus fait pour l'assainissement des villes, et qui avait mérité la reconnaissance de ses concitoyens et des étrangers auxquels il prodiguait ses conseils ».LE MONUMENT D'ALFRED DURAND-CLAYE A ASNIÈRES - INAUGURATION LE 27 AVRIL 1894[7]... /... EXTRAIT DU JOURNAL OFFICIEL  Le président de la République Française, sur la proposition du président du Conseil, ministre de l'intérieur, Décrète: ARTICLE PREMIER. — Sont approuvées les délibérations, en date des 17 avril 1891 et 11 mars 1892 par lesquelles le conseil municipal d'Asnières a décidé l'érection d'un monument à la mémoire de Durand-Claye sur une place publique de cette commune. Fait à Paris le 23 mai 1893.  CARNOT.  Par le président de la République :  Le président du Conseil, ministre de l'Intérieur,Buste à AsnièresCh. DUPUY..../... Sur la face principale on lit : A ALFRED DURAND-CLAYE IL A CONSACRÉ SA SCIENCE A LA SALUBRITÉ DES VILLES IL A ÉTÉ LE GRAND OUVRIER DE L'ASSAINISSEMENT DE PARIS Sur la face opposée le vœu du Congrès d'Hygiène. A gauche :   ÉPURATION AGRICOLE DES EAUX USÉES PROTECTION DE LA SEINE A droite :  ASSAINISSEMENT DE LA MAISON ET DE LA VILLE TOUT A L'ÉGOUT[7]

## Principales Publications
- Stabilité des voûtes en maçonnerie (1867)
- Mille et Alfred Durand-Claye, Note sur les essais d'utilisation et d'épuration des eaux d'égout de Paris (1869)
- Mémoire sur l'assainissement de la ville de Bruxelles (1870)
- Situation de la question des eaux d'égout et de leur emploi agricole en France et à l'étranger (1873)
- Assainissement de la Seine (1875)
- État de la question des eaux d'égout en France et à l'étranger (1877)
- Les travaux d'assainissement de Danzig, Berlin, Breslau (1881)
- Rapport sur le matériel et les procédés des industries agricoles et forestières, Ministère de l'agriculture et du commerce (1880)
- Vidanges et égouts (1883)
- L'épidémie de fièvre typhoïde à Paris en 1882 : études statistiques (1883)
- Hydraulique agricole et génie rural, avec Félix Launay